# Friday Download
Friday Download foi um programa de televisão britânico produzido pela Saltbeef Productions e transmitido pela CBBC. O programa estreou em 6 de maio de 2011. O elenco mais recente consistiu em Molly Rainford, Anaïs Gallagher, Harvey Cantwell, Akai Osei, Leondre Devries e Charlie Lenehan.
A série ocorreu em nove temporadas de 2011 até 2015, a série não foi renovada para uma décima temporada.

## Episódios
| Temporada | Temporada         | Episódios               | Transmissão original   | Transmissão original   |
| Temporada | Temporada         | Episódios               | Início da temporada    | Fim da temporada       |
| --------- | ----------------- | ----------------------- | ---------------------- | ---------------------- |
|           | 1                 | 13                      | 6 de maio de 2011      | 29 de julho de 2011    |
|           | Especial de Natal | Especial de Natal       | 16 de dezembro de 2011 | 16 de dezembro de 2011 |
|           | 2                 | 12                      | 6 de janeiro de 2012   | 30 de março de 2012    |
|           | 3                 | 13                      | 27 de abril de 2012    | 20 de julho de 2012    |
|           | 4                 | 7 (incluindo especiais) | 23 de novembro de 2012 | 4 de janeiro de 2013   |
|           | 5                 | 10                      | 26 de abril de 2013    | 28 de junho de 2013    |
|           | 6                 | 14                      | 20 de setembro de 2013 | 20 de dezembro de 2013 |
|           | 7                 | 8                       | 16 de maio de 2014     | 11 de julho de 2014    |
|           | 8                 | 11                      | 4 de outubro de 2014   | 13 de dezembro de 2014 |
|           | 9                 | 15                      | 25 de abril de 2015    | 31 de julho de 2015    |

### 1ª temporada (2011)
| # | Título                     | Exibição            |
| --- | -------------------------- | ------------------- |
| 1 | "Chipmunk"                 | 6 de maio de 2011   |
| Chipmunk está em um estúdio cantando o single 'In The Air'. |                            |                     |
| 2 | "Yasmin"                   | 13 de maio de 2011  |
| Yasmin executa seu single, 'Finish Line'. |                            |                     |
| 3 | "Alexis Jordan"            | 20 de maio de 2011  |
| Alexis Jordan executa seu single, 'Hush Hush'. |                            |                     |
| 4 | "Wonderland"               | 27 de maio de 2011  |
| A banda Wonderland canta o single 'Starlight' |                            |                     |
| 5 | "Katy B"                   | 3 de junho de 2011  |
| Katy B canta o single 'Easy Please Me'. |                            |                     |
| 6 | "SoundGirl"                | 10 de junho de 2011 |
| SoundGirl canta 'Don't Know Why'. |                            |                     |
| 7 | "Tinchy Stryder and Dappy" | 17 de junho de 2011 |
| Tinchy Stryder e Dappy canta o single 'Spaceship'. |                            |                     |
| 8 | "The Saturdays"            | 24 de junho de 2011 |
| The Saturdays realizam seu single, 'Notorious'. |                            |                     |
| 9 | "Rizzle Kicks"             | 1 de julho de 2011  |
| Rizzle Kicks está no estúdio para cantar seu single, 'Down With the Trumpets', além de participar de um desafio no Weekend Download. |                            |                     |
| 10 | "Nicola Roberts"           | 8 de julho de 2011  |
| Nicola Roberts, faz seu single, 'Beat of My Drum'. |                            |                     |
| 11 | "The Wanted"               | 15 de julho de 2011 |
| The Wanted são convidados a executarem o single 'Glad You Came', enquanto isso, Aidan ensina a dança que o levou ao Britain's Got Talent 2009. Nota: Geórgia está ausente do estúdio nos episódios restantes da primeira temporada devido à filmagem da segunda temporada da sitcom Sadie J. |                            |                     |
| 12 | "Encore"                   | 22 de julho de 2011 |
| Encore está no estúdio para realizar seu single, 'Tit for Tat'. |                            |                     |
| 13 | "Summer Download"          | 29 de julho de 2011 |
| Jason Derulo junta-se a Aidan em Dance Download. Wretch32 e Josh Kumra também estão no estúdio para realizar seu single, 'Do not Go'. |                            |                     |

| # | Título               | Exibição               |
| --- | -------------------- | ---------------------- |
| 14 | "Christmas Download" | 16 de dezembro de 2011 |
| The Wanted está no estúdio para participar da festividade, e muitas celebridades gravaram mensagens de Natal. |                      |                        |

| # | Título                                                                                     | Exibição                |
| --- | ------------------------------------------------------------------------------------------ | ----------------------- |
| 15 | "Rizzle Kicks; The Wanted"                                                                 | 6 de janeiro de 2012    |
| Aidan Davis demonstra a dança de Rizzle Kicks no Dance Download enquanto ele canta o single 'Mama Do The Hump'.                                                          |                                                                                            |                         |
| 16 | "Nicola Roberts"                                                                           | 13 de janeiro de 2012   |
| Nicola Roberts junta-se ao time no estúdio e executa seu novo single: 'Yo Yo'.                                                                                           |                                                                                            |                         |
| 17 | "Cover Drive; Rizzle Kicks"                                                                | 20 de janeiro de 2012   |
| Aidan dança o single 'What Make You Beautiful' de One Direction. Cover Drive também está no estúdio para executar o single 'Twilight'.                                   |                                                                                            |                         |
| 18 | "Pixie Lott"                                                                               | 27 de janeiro de 2012   |
| Pixie Lott está no estúdio para cantar seu single, 'Kiss the Stars'. |                                                                                            |                         |
| 19 | "Roll Deep, One Direction, Jedward e Tinchy Stryder"                                       | 3 de fevereiro de 2012  |
| Jedward aparece na TV Download. |                                                                                            |                         |
| 20 | "Encore, Big Time Rush, JLS, One Direction, Saffron Coomber, Kermit the Frog e Miss Piggy" | 10 de fevereiro de 2011 |
| JLS assiste as versões dos telespectadores de seu hit, 'Beat Again'. Encore executa 'Fun Last Night'. Nota: Dionne está ausente no estúdio devido a outros compromissos. |                                                                                            |                         |
| 21 | "Cher Lloyd"                                                                               | 17 de fevereiro de 2012 |
| Cher Lloyd executa seu novo single: 'Want U Back'. Tyger mostra como criar as suas próprias animações no Games Download e Richard dá uma jogada em Weekend Download.     |                                                                                            |                         |
| 22 | "Maverick Sabre e Cover Drive"                                                             | 24 de fevereiro de 2012 |
| Maverick Saber vai ao estúdio para executar sua última faixa. |                                                                                            |                         |
| 23 | "Tinchy Stryder, Pixie Lott, JLS, Dani Harmer"                                             | 2 de março de 2012      |
| Dani Harmer junta-se a Tyger no estúdio para uma Dance Download. |                                                                                            |                         |
| 24 | "Mindless Behavior, Cover Drive e Saffron Coomber"                                         | 9 de março de 2012      |
| Cover Drive mostra desempenho no hit 'Twilight'. Aidan executa a música 'Mrs. Right'                                                                                     |                                                                                            |                         |
| 25 | "Labrinth, Chiddy Bang, Dani Harmer e Saffron Coomber"                                     | 16 de março de 2012     |
| Labrinth executa seu novo single, 'Last Time'. |                                                                                            |                         |
| 26 | "Olly Murs, Victoria Justice, Conor Maynard e Rizzle Kicks"                                | 23 de março de 2012     |
| Olly Murs junta-se ao Friday Download. |                                                                                            |                         |

| # | Título                                                                                | Exibição            |
| --- | ------------------------------------------------------------------------------------- | ------------------- |
| 27 | "Carly Rae Jepsen, George Sampson, and the cast of Marvel's Avengers Assemble"        | 27 de abril de 2012 |
| Carly Rae Jepsen, sensação pop, junta-se à equipe e executa seu single, 'Call Me Maybe'.                                                                                |                                                                                       |                     |
| 28 | "Rita Ora, Far East Movement and Mindless Behavior"                                   | 4 de maio de 2012   |
| Rita Ora executa seu novo single, 'R.I.P.' |                                                                                       |                     |
| 29 | "Tulisa"                                                                              | 11 de maio de 2012  |
| Tulisa está no estúdio para executar sua última faixa, 'Young'. |                                                                                       |                     |
| 30 | "Professor Green"                                                                     | 18 de maio de 2012  |
| Alguns convidados surpresos invadem o estúdio para ouvirem as músicas.                                                                                                  |                                                                                       |                     |
| 31 | "Alexandra Burke, Bella Thorne and Zendaya"                                           | 25 de maio de 2012  |
| Alexandra Burke vai ao palco para executar sua nova faixa, 'Let it Go'. Bella Thorne e Zendaya também fazem uma aparição, cantando 'Shake It Up'.                       |                                                                                       |                     |
| 32 | "Lawson, Steve Backshall, Kristen Stewart, and the cast of Snow White & the Huntsman" | 1 de junho de 2012  |
| A banda Lawson cantam sua faixa, 'When She Was Mine'. |                                                                                       |                     |
| 33 | "Marcus Collins"                                                                      | 8 de junho de 2012  |
| Marcus Collins executa seu novo single, 'Mercy'. |                                                                                       |                     |
| 34 | "Cover Drive, Stooshe, Justin Bieber and The Muppets"                                 | 15 de junho de 2012 |
| Dionne encontra Justin Bieber no Music Download e Cover Drive grava uma nova faixa: 'Sparks'                                                                            |                                                                                       |                     |
| 35 | "Diversity's Jordan Banjo and Perri Luc Kiely"                                        | 22 de junho de 2012 |
| Josh Osho junta-se ao grupo para realizar seu single, 'Redemption Days'.                                                                                                |                                                                                       |                     |
| 36 | "Adam Lambert and Misha B"                                                            | 29 de junho de 2012 |
| Adam Lambert realiza sua última faixa, 'Never Close our Eyes'. |                                                                                       |                     |
| 37 | "Conor Maynard, Katy Perry, Jordan Banjo and Perri Luc Kiely"                         | 6 de julho de 2012  |
| Conor Maynard se junta ao grupo para realizar seu novo e único single, 'Vegas Girl'. Além disso, Cealach encontra Katy Perry e eles conversam sobre o filme Part of Me. |                                                                                       |                     |
| 38 | "Little Mix"                                                                          | 13 de julho de 2012 |
| Nenhuma descrição disponível |                                                                                       |                     |

| # | Título                                                                     | Exibição               |
| --- | -------------------------------------------------------------------------- | ---------------------- |
| 40 | "Lawson"                                                                   | 23 de novembro de 2012 |
| Cel verifica o filme Crepúsculo, e mostramos as versões caseiras do filme do We Are Never Ever Getting Back Together de Taylor Swift. Além disso, Lawson canta seu single, 'Standing In The Dark'.                                                                                               |                                                                            |                        |
| 41 | "One Direction"                                                            | 30 de novembro de 2012 |
| Dionne conversa com a banda One Direction. |                                                                            |                        |
| 42 | "Diversity's Ashley Banjo Perri Luc Kiely, Jordan Banjo and One Direction" | 7 de dezembro de 2012  |
| Richard aprende a jogar ping pong no Weekend Download e Geórgia resolve um dilema da moda no Style Download. |                                                                            |                        |
| 43 | "JLS"                                                                      | 14 de dezembro de 2012 |
| JLS apresenta seu novo single, 'Give Me Life'. |                                                                            |                        |
| 44 | "Christmas Download"                                                       | 21 de dezembro de 2012 |
| Marilyn Manson canta o single 'Troublemaker' e o elenco principal da série Wizards Vs Aliens vai ao programa. Dionne recebe o público em clima festivo e canta duas músicas clássicas de natal. Além disso, Cealach encontra as estrelas do The Hobbit: An Unexpected Journey no Movie Download. |                                                                            |                        |
| 45 | "2012 Download"                                                            | 31 de dezembro de 2012 |
| Ocorre a retrospectiva 2012. |                                                                            |                        |
| 46 | "2013 Preview"                                                             | 4 de janeiro de 2013   |
| Taio Cruz se junta ao time e canta seu último single, 'Fast Car'. |                                                                            |                        |

| # | Título                                     | Exibição            |
| --- | ------------------------------------------ | ------------------- |
| 47 | "Ruff Diamond and Loveable Rogues"         | 26 de abril de 2013 |
| Due Dermot realiza a performance 'Need U'. Ruff Diamond e Aidan vão ao Dance Downloads.                                                                                         |                                            |                     |
| 48 | "Wretch32 and Akai Osei"                   | 3 de maio de 2013   |
| Akai Osei fala sobre seu filme, All Stars, e também se junta a Aidan no palco para Dance Download. Wretch32 está no estúdio para cantar 'Blackout'.                             |                                            |                     |
| 49 | "Little Mix"                               | 10 de maio de 2013  |
| Little Mix canta 'Ya Doin'. Em Dance Download, Aidan aborda Michael Jackson. |                                            |                     |
| 50 | "Tich, Jameela Jamil and Jennifer Pinches" | 17 de maio de 2013  |
| Tich canta o single 'Dumb'. |                                            |                     |
| 51 | "Nina Nesbitt, Antix and Selena Gomez"     | 24 de maio de 2013  |
| Dionne conhece Selena Gomez. Nina Nesbitt executa seu último single, 'Stay Out.'                                                                                                |                                            |                     |
| 52 | "Stooshe"                                  | 31 de maio de 2013  |
| Stooshe canta 'Slip'. Cel encontra Will Smith no Movie Download. Cel ensina como colocar uma gravata no Style Download. No Sing Download, há participação especial do DJ Fresh. |                                            |                     |
| 53 | "Union J, Olly Murs and Gabz"              | 7 de junho de 2013  |
| Union J canta seu single de estréia: 'Carry You'. Dionne conhece Olly Murs. |                                            |                     |
| 54 | "Charlie Brown, Fuse ODG and Olly Murs"    | 14 de junho de 2013 |
| Charlie Brown canta o hit 'On My Way'. Fuse ODG canta 'Antenna' e Cel encontra o elenco do Superman: Man Of Steel no Movie Download.                                            |                                            |                     |
| 55 | "A*M*E, IMD Legion and George Sear"        | 21 de junho de 2013 |
| A*M*E canta 'Heartless' no 'Music Download'. |                                            |                     |
| 56 | "Summer Download"                          | 28 de junho de 2013 |
| Jason Derulo canta 'The Other Side'. Cel encontra Miranda Cosgrove para falar sobre Me Despicable 2.                                                                            |                                            |                     |

## Fases

### Tuger vs...
Tyger vs foi uma fase do Games Download nas primeiras quatro temporadas, onde Tyger competia ativamente com os outros participantes (ou ocasionalmente convidados).

#### 1ª temporada
| #           | Jogo              | Tyger vs... | Vencedor(a)  |
| ----------- | ----------------- | ----------- | ------------ |
| 1           | Springtime        | Ceallach    | Ceallach     |
| 2           | Kinect Sports     | Richard     | Tyger        |
| 3           | Just Dance 2      | Dionne      | Dionne       |
| 4           | We Sing Encore    | Richard     | Tyger        |
| 5           | Joy Ride          | Ceallach    | Tyger        |
| 6           | ModNation Racers  | Dionne      | Tyger        |
| 7           | Wii Sports Resort | Richard     | Tyger        |
| 8           | Kinect Adventures | Aidan       | Aidan        |
| 9           | Wii Play: Motion  | Aidan       | Aidan        |
| 10          | SingStar          | Georgia     | Georgia      |
| 11          | Just Dance        | Dionne      | Dionne       |
| 12          | Wii Party         | Richard     | Tyger        |
| 13          | SingStar          | Ceallach    | Ceallach     |
| Vencedor(a) | Vencedor(a)       | Vencedor(a) | Team (6 - 7) |

#### 2ª temporada
| #           | Jogo                                           | Tyger vs...    | Vencedor(a)   |
| ----------- | ---------------------------------------------- | -------------- | ------------- |
| 1           | Raving Rabbids: Alive & Kicking                | Aidan          | Tyger         |
| 2           | Connect 4                                      | Ceallach       | Tyger         |
| 3           | Dance Star Party                               | Dionne         | Tyger         |
| 4           | Swimming                                       | Richard        | Tyger         |
| 5           | Start the Party!                               | Tinchy Stryder | Tyger         |
| 6           | Donkey Derby                                   | Georgia        | Tyger         |
| 7           | Posing                                         | Aidan          | Aidan         |
| 8           | Toy Basketball                                 | Richard        | Richard       |
| 9           | Elefun                                         | Aidan          | Aidan         |
| 10          |                                                | Dionne         | Dionne        |
| 11          | Mario & Sonic at the London 2012 Olympic Games | Ceallach       | Ceallach      |
| 12          | Hoops                                          | Richard        | Tyger         |
| Vencedor(a) | Vencedor(a)                                    | Vencedor(a)    | Tyger (7 - 5) |

### Face Off
Face Off é uma fase do programa (introduzida na quinta temporada), onde duas das pessoas ficam de frente uma para a outra. O perdedor ou perdedora deve usar uma camisa vermelha e ficar na zona de "perigo". O perdedor da semana anterior passa a enfrentar outra pessoa na semana seguinte, com a chance de sair da zona de perigo se ele ganhar o desafio. Aquele que está usando a camisa vermelha no final da temporada tem que enfrentar uma perda.

#### 5ª temporada
| #        | Adversários         | Vencedor(a) |
| -------- | ------------------- | ----------- |
| 1        | Aidan vs. Ceallach  | Aidan       |
| 2        | Ceallach vs. Dionne | Ceallach    |
| 3        | Dionne vs. Shannon  | Dionne      |
| 4        | Shannon vs. Danny   | Shannon     |
| 5        | Danny vs. Richard   | Danny       |
| 6        | Richard vs. Dionne  | Richard     |
| 7        | Dionne vs. Ceallach | Ceallach    |
| 8        | Dionne vs. Danny    | Danny       |
| 9        | Dionne vs. Shannon  | Shannon     |
| 10       | Dionne vs. Aidan    | Dionne      |
| Perdedor | Perdedor            | Aidan       |

#### 6ª temporada
| #        | Adversários          | Vencedor(a) |
| -------- | -------------------- | ----------- |
| 1        | Richard vs. Shannon  | Shannon     |
| 2        | Richard vs. Dionne   | Dionne      |
| 3        | Richard vs. George   | Richard     |
| 4        | George vs. Aidan     | Aidan       |
| 5        | George vs. Shannon   | George      |
| 6        | Shannon vs. Ceallach | Ceallach    |
| 7        | Shannon vs. Dionne   | Shannon     |
| 8        | Dionne vs. Aidan     | Dionne      |
| 9        | Aidan vs. George     | Aidan       |
| 10       | George vs. Ceallach  | George      |
| 11       | Ceallach vs. Shannon | Shannon     |
| 12       | Ceallach vs. George  | Ceallach    |
| 13       | George vs. Shannon   | Shannon     |
| Perdedor | Perdedor             | George      |

## Prêmios e indicações
| Ano  | Prêmio           | Resultado |
| ---- | ---------------- | --------- |
| 2011 | BAFTA Children's | Indicado  |
| 2012 | BAFTA Children's | Venceu    |